# Talod
Talod é uma cidade e um município no distrito de Sabar Kantha, no estado indiano de Guzerate.

## Demografia
Segundo o censo de 2001, Talod tinha uma população de 17,472 habitantes. Os indivíduos do sexo masculino constituem 52% da população e os do sexo feminino 48%. Talod tem uma taxa de alfabetização de 69%, superior à média nacional de 59.5%: a literacia no sexo masculino é de 76% e no sexo feminino é de 60%. Em Talod, 13% da população está abaixo dos 6 anos de idade.